# Sergej Mylnikov
Sergej Aleksandrovitsj Mylnikov (Russisch: Сергей Александрович Мыльников) (Tsjeljabinsk, 6 oktober 1958 - Moskou, 20 juni 2017) was een Russisch ijshockeykeeper.
Mylnikov won tijdens de Olympische Winterspelen 1988 de gouden medaille met de Sovjetploeg.
Mylnikov werd in 1986, 1989 en 1990 wereldkampioen.